# Da Vinci's Notebook
Da Vinci's Notebook (eller blot DVN) var en comedy a cappella-gruppe. Den blev dannet af Bernie Muller-Thym, Greg DiCostanzo, Paul Sabourin og Richard Hsu i 1993. Bas-sangeren Jay Jones sluttede sig til gruppen og sang med dem indtil 1994.
De hørte til på John F. Kennedy Center for the Performing Arts, og de optrådte på Comedy Central og PBS, og fungerede som husband for Washington radios WBIG-FM. De var også regelmæssige gæster på det nationale radioprogram Bob and Tom.
I 2013 blev gruppens sang "Another Irish Drinking Song" brugt i filmen Grusomme mig 2, med ny tekst på Minions-sprog.

## Medlemmer
- Paul Sabourin - tenor
- Richard Hsu - tenor, keyboard
- Greg "Storm" DiCostanzo - baryton
- Bernie Muller-Thym - bas (vokal), guitar
- Jay Jones - bas (1993–1994)

## Diskografi
- Somebody Else's Greatest Hits (1995)
- Bendy's Law (1997)
- The Life and Times of Mike Fanning (1999)
- Brontosaurus (2002)